# Coders Lab
Coders Lab – warszawska firma edukacyjna z branży IT założona w 2013 roku przez braci Marcina i Jacka Tchórzewskich. Jako pierwsza na polskim rynku (połowa roku 2013) oferowała szkolenia typu bootcamp z programowania komputerowego, których ideą jest przebranżowienie, a więc nauczenie osoby bez doświadczenia wiedzy potrzebnej do znalezienia pracy w zawodzie programisty. W ciągu kolejnych lat zaczęła uczyć również innych zawodów IT: Zajęcia prowadzone są w od poniedziałku do piątku (kursy trwają wtedy 1-3 miesiące) lub weekendami (3-9 miesięcy), zarówno stacjonarnie jak i online, zawsze w grupie z wykładowcą na żywo (w odróżnieniu od kurów do samodzielnego uczenia się).

## Historia
Firma powstała w lipcu 2013, swój pierwszy kurs i zarazem pierwszy bootcamp programistyczny w Polsce przeprowadziła we wrześniu 2013. W 2016 roku firma utworzyła dwa pierwsze oddziały poza Warszawą, w Katowicach oraz Krakowie. W 2017 roku posiadała swoje filie już w 9 miastach Polski: w Warszawie, Poznaniu, Białymstoku, Łodzi, Krakowie, Wrocławiu, Katowicach, Lublinie oraz Gdańsku. W 2018 roku w firmę zainwestował największy w Polsce portal z ogłoszeniami o pracę Pracuj.pl. Na koniec 2019 roku przychody wyniosły 19,5 mln zł, a liczba absolwentów w 2022 wynosiła 11 tysięcy.
W początkowych latach Coders Lab prowadziło kursy jedynie w formie stacjonarnej, natomiast w roku 2018 wprowadziło również kursy w pełni online. Od wybuchu pandemii w 2020 kursy online stanowią największą część uruchamianych grup.

## Ekspansja zagraniczna
Coders Lab poza granicami Polski rozwija się w modelu franczyzy. Szkoła dzieli się swoim brandem oraz know-how, umożliwiając firmom i przedsiębiorcom rozwijanie własnych biznesów w branży edukacyjnej. W ramach pakietu franczyzowego akademia przekazuje autorskie systemy do zarządzania edukacją, ale przede wszystkim pakiet materiałów edukacyjnych do najpopularniejszych kursów dostępnych w ofercie. Nad aktualnością materiałów czuwa zespół ekspertów Coders Lab, dzięki czemu franczyzobiorcy mogą skupić się w całości na działaniach biznesowych, wykorzystując w tym celu sprawdzone przez franczyzodawcę rozwiązania i strategię rozwoju. W 2019 roku powstał pierwszy zagraniczny oddział szkoły w Rumunii. Od tamtej pory franczyzobiorcy Coders Lab rozpoczęli działalność w Austrii, Czechach, Kosowo, Serbii, Słowacji oraz Słowenii. Szkoła planuje dalszą ekspansję międzynarodową, ze szczególnym uwzględnieniem Europy Środkowo-Wschodniej.

## Nagrody
- 2014 Nagroda Young Entrepreneur of the Year 2014 - dla Marcina Tchórzewskiego jako Prezesa CodersLab
- 2017 Lista 100 osób wyróżnionych za działalność na rzecz rozwijania umiejętności cyfrowych w Polsce - dla Marcina Tchórzewskiego jako Prezesa CodersLab
- 2017 Nagroda 21th place of Brief's Top 50 of the Most Creative Businessmen - dla Marcina Tchórzewskiego jako Prezesa CodersLab
- 2018 Nagroda Auler 2018
- 2021 Nagroda Debutant of the Year - Business Angel of The Year - dla Marcina Tchórzewskiego jako Prezesa CodersLab
- 2021 Nagroda Lider SGH Warsaw School of Economics w kategorii biznes dla Marcina Tchórzewskiego jako Prezesa CodersLab